# المركز الواقعي
المركز الواقعي هو منشأة أو مكان يوفر التعافي قصير الأجل (4-12 ساعة)، وإزالة السموم، والتعافي من آثار الكحول الحاد أو تسمم المخدرات. وبدلاً من ذلك، فإن مراكز الواقعية عبارة عن مرافق مزودة بطاقم كامل توفر المراقبة والرصد المستمر طوال العملية الواقعية. تشمل مراكز التزييف بدائل لقسم السجون والطوارئ، بالإضافة إلى مراكز الإيواء ". [1] هناك عدد صغير من المراكز الواقعية حول العالم. هناك أكثر من 40 مركزًا واقعيًا في الولايات المتحدة، مع عشرات أخرى قيد التطوير.
في الولايات المتحدة، تم إنشاء مراكز واقعية جنبًا إلى جنب مع برامج إزالة السموم الطبية والاجتماعية من خلال تمرير قانون علاج إدمان الكحول والتسمم الموحد في عام 1971. كان الفرد رصينًا. في بعض الأحيان يعاني الأشخاص المحبوسون في «خزانات السكران» هذه من إصابات أو إعاقات أو حتى ماتوا بسبب حالات طبية أو نفسية متزامنة.

## قراءة إضافية
- Dunford, J., Castillo, E. M., Chan, T. C., Vilke, G. M., Jenson, P., & Lindsay, S. P. (2006). Impact of the San Diego Serial Inebriate Program on use of emergency medical resources. Ann Emerg Med, 47(4), 328–336. doi:10.1016/j.annemergmed.2005.11.017
- Greene, J. (2007). Serial inebriate programs: what to do about homeless alcoholics in the emergency department. Ann Emerg Med, 49(6), 791–793. doi:10.1016/j.annemergmed.2007.04.011
- Smith-Bernardin, S., Kennel, M., & Yeh, C. (2019). EMS Can Safely Transport Patients to a Sobering Center as an Alternate Destination. Ann Emerg Med, DOI: https://doi.org/10.1016/j.annemergmed.2019.02.004
- Smith-Bernardin, S., Carrico, A., Max, W. & Chapman, S. (2017). Utilization of a Sobering Center for Acute Alcohol Intoxication. Academic Emergency Medicine, published online May 2017. doi: 10.1111/acem.13219
- Warren, O. (2016). Intoxicated, Homeless, and In Need Of A Place to Land. Health Affairs, 35(11): 2138-2141. doi: 10.1377/hlthaff.2016.0888